# Haussknechtia; Mitteilungen der Thuringischen Botanischen Gesellschaft
Haussknechtia; Mitteilungen der Thuringischen Botanischen Gesellschaft (abreviado Haussknechtia) es una revista con ilustraciones y descripciones botánicas que es editada en Jena desde 1984 hasta ahora. Fue precedida por Mitteilung der Thüringischen Botanischen Gesellschaft.